# Международный крикетный стадион Гуанчжоу
Международный крикетный стадион Гуанчжоу, также известный как Международный крикетный стадион Гуандун и Стадион City Forex (кит. 广工板球场) — спортивный стадион в китайском городе Гуанчжоу, используемый для проведения соревнований по крикету. Находится в Мега-центре высшего образования Гуандунского технологического университета, занимаемая площадь составляет 6355 м², а вместимость составляет 12 тысяч человек. Стадион является первым и единственным в Китае крикетным стадионом высшего класса.

## Строительство
Строительство арены шло с мая 2008 года, план составляли архитекторы провинции Гуанчжоу, а в строительстве использовались преимущественно материалы, поставляемые из этой провинции. Глину для участка, где устанавливаются калитки, завозили из провинции Шэньси в центральном Китае, а рулоны дёрна, необходимые для укладки газона, импортировались из США. Однако до августа 2009 года работа шла крайне медленно. В настоящее время за стадионом следит бангладешский куратор Джасимуддин, аналогично следивший за крикетным стадионом Кинрара Овал в Малайзии.

## Крикет
Хозяевами стадиона является команда «Гуанчжоу Юнайтед». На этой арене прошли первые в Китае крикетные матчи: Международный совет крикета разрешил проводить встречи в формате Twenty20 и однодневных международных матчей. В 2010 году на стадионе прошли матчи летних Азиатских игр, а в 2012 году и чемпионат Азии среди женщин.

## Другие виды спорта
На стадионе проводит регбийные матчи команда «Гуанчжоу Рэмз». Также здесь играет команда по австралийскому футболу «Гуанчжоу Скорпионс».